# La guardia alla luna
La guardia alla luna è un'opera teatrale di Massimo Bontempelli, scritta nel 1916 e rappresentata per la prima volta a Milano nel 1920 dalla compagnia teatrale di Virgilio Talli. La guardia alla luna è stata musicata dal compositore argentino Enrique Mario Casella (1891-1948), tra il 1931 e il 1934.